# Флаг Бескудниковского района
Флаг внутригородского муниципального образования Бескудниковское в Северном административном округе города Москвы Российской Федерации.
Флаг утверждён 16 февраля 2004 года и внесён в Геральдический реестр города Москвы с присвоением регистрационного номера ?.

## Описание
«Флаг муниципального образования Бескудниковское представляет собой двустороннее прямоугольное полотнище с соотношением сторон 2:3.
В верхней части полотнища помещён красный, мурованный белыми швами, опрокинутый равнобедренный треугольник, с основанием, совпадающим с верхним краем полотнища. Габаритная высота треугольника составляет 3/8 ширины полотнища.
К треугольнику примыкает жёлтый вилообразный крест, ширина концов которого равна 1/12 длины (1/8 ширины) полотнища.
В боковых голубых частях полотнища помещены изображения жёлтых дубовых листьев с желудями. Габаритные размеры каждого изображения составляют 1/8 длины и 3/10 ширины полотнища. Центры изображений находятся на расстоянии 1/6 длины полотнища от боковых краёв полотнища, и на расстоянии 7/16 ширины полотнища от нижнего края полотнища».

## Обоснование символики
Жёлтый вилообразный крест символизирует развилку Дмитровского и Коровинского шоссе, то есть места, где исторически размешалась деревня Бескудниково.
Красное мурованное белыми швами поле символизирует местное производство кирпича.
Жёлтый ключ символизирует массовое жилищное строительство, осуществляемое в Бескудниковском районе.
Жёлтые дубовые листья с желудями символизируют изобилие в прошлом лиственных лесов в окрестности, а также экологическую чистоту района в настоящее время.
Белый волнистый пояс символизирует речку Лихоборку.